# IBook
iBook ist eine Notebook-Serie des Unternehmens Apple. Die Computer waren von 1999 bis 2006 erhältlich und im Gegensatz zur damaligen PowerBook-Serie eher auf den Consumer-Markt zugeschnitten. Mit der Einführung der MacBooks wurden die iBooks eingestellt.

## iBook G3 (Clamshell)

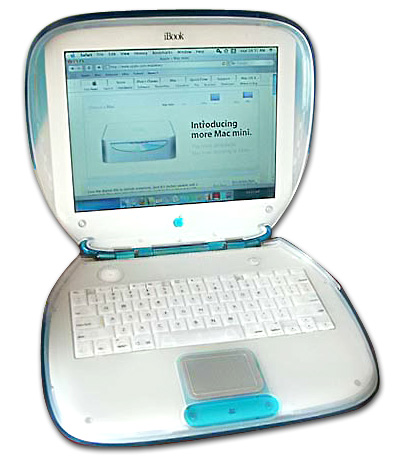
Clamshell iBook Blueberry (1. Generation)

Am 21. Juli 1999 stellte Steve Jobs das iBook während der Keynote-Präsentation auf der Messe Macworld Conference & Expo in New York vor. Das iBook wurde als preisgünstiges Einsteigernotebook für Schüler, Studenten und Privatanwender konzipiert. Jobs demonstrierte dort wie das iBook als der erste "WIFI-enabled"-Laptop eine drahtlose Internetverbindung aufbauen konnte. Mit der Farbgebung in Orange/Weiß (Tangerine) und Türkisblau/Weiß (Blueberry) und dem kurvigen Design orientierte sich das iBook am kommerziell erfolgreichen Consumer-Desktop-Modell iMac, das Apple aus den roten Zahlen in die Gewinnzone brachte. Mit dem Werbeslogan „iMac zum Mitnehmen“ knüpfte man an diesen Erfolg an.
Das iBook wurde in den USA für 1599 US-$ (in Deutschland 3880 Mark) von Apple auf den Markt gebracht und war damit rund 900 US-$ billiger als das Apple PowerBook für Profianwender, orientierte sich aber bei reduzierter Ausstattung an dessen Leistungsdaten. Aus Kostengründen wurde auf Stereolautsprecher, PC-Card Slot, Infrarotport, eingebautes Mikrofon, SCSI und Audio-in-Anschluss verzichtet. Bei den ersten iBook-Modellreihen fehlten im Vergleich zum PowerBook zudem FireWire-Port und Video-Out, die erst bei den im Jahr 2000 herausgegebenen Second-Edition-Modellen integriert wurden. Ein serienmäßiges DVD-Laufwerk erhielt nur das 466-MHz-Spitzenmodell dieser letzten Serie.
Im iBook arbeitete wie im iMac ein PowerPC-G3-Chip, auf der linken Gehäuseseite befanden sich in der Standardausstattung USB-, Ethernet- und Modem-Ports sowie ein Lautsprecheranschluss, auf der gegenüberliegenden Seite ein CD-ROM-Laufwerk; auf ein Diskettenlaufwerk wurde verzichtet. Mit dem iBook führte Apple eine Reihe technischer Neuerungen ein: Durch die Unified-Motherboard-Architecture-Spezifikation konnten Motherboardkomponenten standardisiert und die Kosten gesenkt werden. Das iBook hat einen neuen 2×-AGP-Grafikchip des Unternehmens ATI und war das erste Apple-Notebook, in das die gleichzeitig vorgestellte neue AirPort-WLAN-Technologie für drahtlose Netzwerke optional integriert werden konnte. Eine Antenne war bereits im Display verbaut.
iBook-Designer Jonathan Ive entwarf das schwungvolle Polycarbonat-Gehäuse mit integriertem Tragegriff, das durch eine farbige Gummierung griffiger gemacht wurde. Das iBook konnte über eine stabile Mechanik dynamisch auf- und zugeklappt werden. Selbst das Netzgerät erhielt ein ausgefallenes rundes Jo-Jo-Design mit integrierter Kabelaufwicklung. Ein durchdachtes Energiemanagement sollte Akkulaufzeiten von bis zu sechs Stunden ermöglichen.
Das iBook war im Vergleich zu den Marktkonkurrenten IBM und Compaq preisgünstiger, hatte eine bessere Grafikkarte und statt des im Consumernotebooksegment üblichen Passivmatrixbildschirms ein TFT-Display mit 800 × 600 Bildpunkten bei geringerem Gewicht.
Die bonbonfarbene Farbgebung und das ungewöhnliche Design entfachten eine hitzige Debatte von Kritikern und Befürwortern. Das Clamshell-iBook erhielt wenig schmeichelhafte Spitznamen (Klodeckel, Barbiehandtasche, Puderdose). Die Ausstattung der ersten iBook-Generation wurde in verschiedenen Modellrevisionen kontinuierlich verbessert. Es gehört durch die robuste Technik und langlebige Komponenten zu den verlässlichsten Notebooks des Herstellers Apple. Das Clamshell-iBook befindet sich in den Sammlungen des Design Museum London und der Yale University Art Gallery.

### Modelle

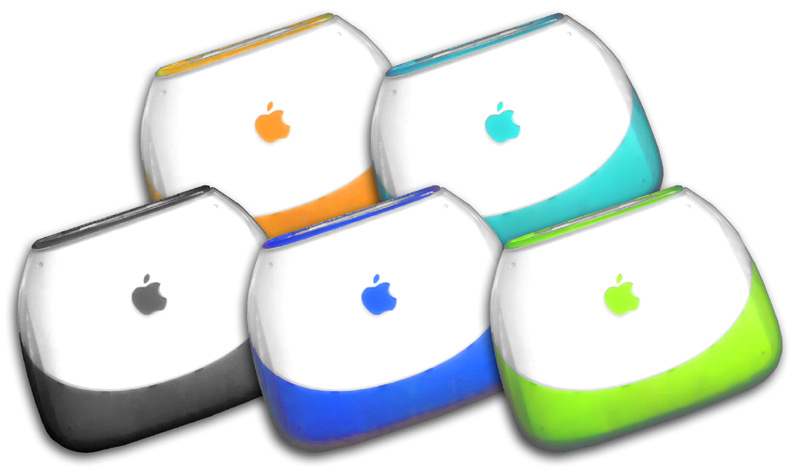
Die fünf Modellfarben des Clamshell iBooks:
oben: „Tangerine“ und „Blueberry“
unten: „Graphite“, „Indigo“ und „Key Lime“

- iBook (21. Juni 1999) – Erstes iBook-Modell in den Farben Tangerine und Blueberry
  - 12,1″-Aktivmatrix-TFT-Display (Auflösung max. 800 px × 600 px)
  - PowerPC G3 300 MHz (PPC 750L)
  - 66 MHz Bus
  - 32 MB RAM (auf das Mainboard gelötet)
  - Erweiterbar bis 544 MB (288 MB nach Apple-Spezifikationen)
  - 4 MB ATI Rage Mobility AGP 2×
  - 3,2 GB Festplatte (ATA-33-Controller)
  - CD-ROM
  - USB, Ethernet
  - AirPort (802.11b, optional)
  - Mac OS 8.6

- iBook Revision B (16. Februar 2000) in den Farben Tangerine und Blueberry
  - PowerPC G3 300 MHz (PPC 750L)
  - 64 MB RAM (auf das Mainboard gelötet)
  - Erweiterbar bis 576 MB (320 MB nach Apple-Spezifikationen)
  - 6 GB Festplatte (ATA-33-Controller)
  - Mac OS 9.0.2
  - (andere Leistungsdaten wie Vorgängermodell)

- iBook SE (16. Februar 2000) – Modell Special Edition mit 366 MHz CPU-Takt und neuer Farbe Graphite
  - PowerPC G3 366 MHz (PPC 750L)
  - (andere Leistungsdaten wie Revision B)[12]

- iBook FireWire/SE (13. September 2000) – erweitertes Modell Second Edition mit 366 oder 466 MHz CPU-Takt in den Farben Graphite, Indigo, Key-lime
  - 12,1″-Aktivmatrix-TFT-Display (Auflösung max. 800 px × 600 px)
  - PowerPC G3 366/466 MHz (PPC 750CX)
  - 64 MB RAM (auf das Mainboard gelötet)
  - 8 MB ATI Rage 128 Mobility AGP 2×
  - 10 GB Hard Disk (ATA-66-Controller)
  - CD-ROM (bei 366-MHz-Modell) / 4× DVD-ROM (bei 466-MHz-Modell)
  - USB, FireWire, Video Out, Ethernet
  - AirPort (802.11b, optional)
  - Mac OS 9.0.4
  - (andere Leistungsdaten wie Vorgängermodell)[13]

Die Produktion der ersten iBook-Generation wurde im Mai 2001 zugunsten des neuen Dual USB-iBooks eingestellt.

### Erweiterbarkeit
Die einzigen von Apple vorgesehenen Erweiterungsmöglichkeiten sind die Vergrößerung des Arbeitsspeichers durch einen unter der Tastatur liegenden Steckplatz für 144-polige SODIMM-Module und die Installation einer Airportkarte nach dem 802.11b-Standard. Geräte anderer Anbieter ergänzten über den USB-Port fehlende Funktionen wie einen Mikrofon- und Soundeingang. Ein Wechsel der Festplatte erfordert die komplette Demontage des iBooks, die Controllerhardware lässt den Einbau von ATA-Festplatten bis 120 GB zu. Alle Clamshell-iBook-Modelle können mit entsprechender Arbeitsspeicherausstattung das Betriebssystem Mac OS X Panther nutzen. Auf den FireWire-Modellen kann man auch Mac OS X Tiger installieren.

## iBook Dual USB

12″-iBook G3 (1. Generation)

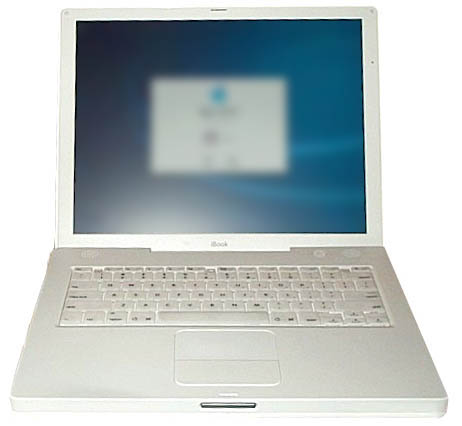
14″-iBook G3 (2. Generation)

Die zweite Generation ist dagegen in schlichtem Weiß erschienen und etwa so groß wie ein DIN-A4-Blatt (Abmessungen ca. 28 cm × 23 cm bei 12″, 32,5 cm × 26 cm bei 14″). Die erste Version von 2001 zeichnete sich durch Gehäuseschalen aus farblosem Polycarbonat aus, die innen weiß lackiert wurden und einfallendes Licht zu den Schalenkanten weiterleiten. Damit wurde das gestalterische Thema der „Transluzenz“, das vom iMac G3 und dem iBook G3 „Clamshell“ eingeführt wurde, neu interpretiert. Die nachfolgenden Versionen haben einheitlich weiß durchgefärbte Gehäuseschalen. Der 12″- bzw. 14″-Bildschirm hat eine Auflösung von 1024 × 768 Pixeln. Die erste verwendete G3-CPU hat eine Taktfrequenz von 500 MHz; die letzte, bis September 2003 eingebaute Version ist mit 900 MHz getaktet.

## iBook G4

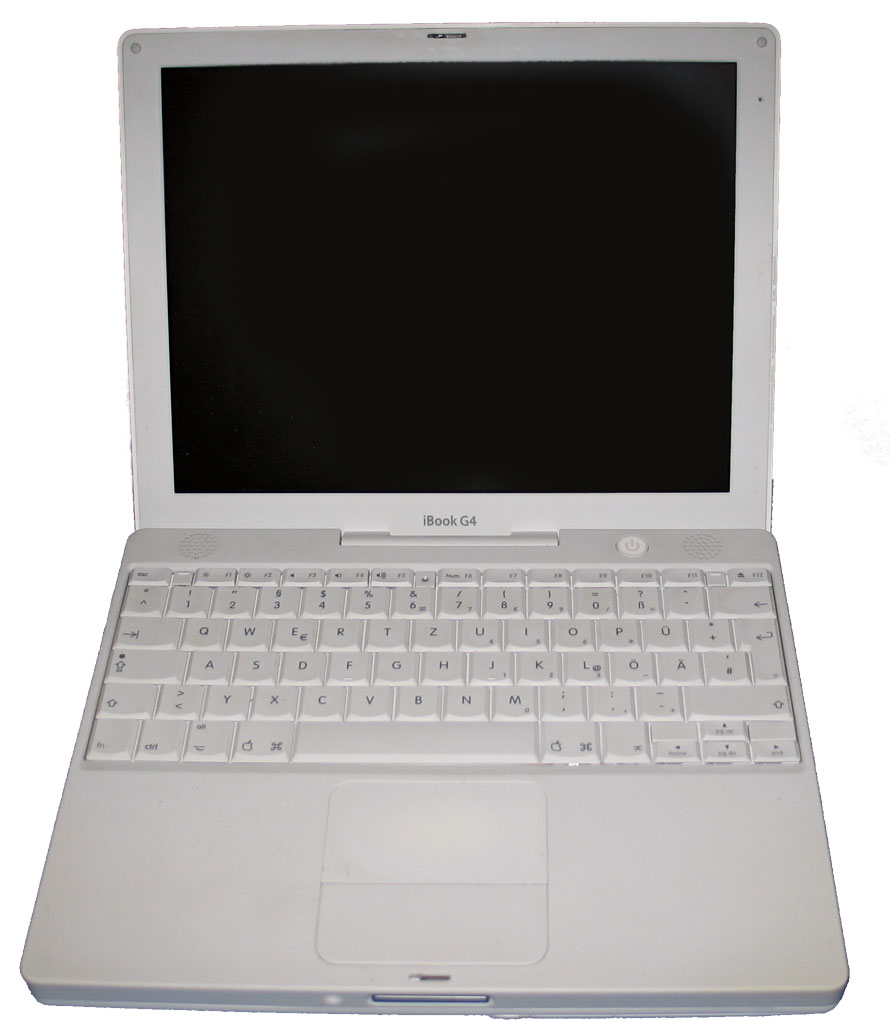
12″iBook G4

Im Oktober 2003 brachte Apple eine neue Serie von iBooks heraus, die iBook G4 genannt wurden. Der größte Unterschied zum vorherigen Modell bestand im Wechsel des Prozessors. Fortan wurden G4-Prozessoren an Stelle der veralteten G3-Prozessoren verwendet. Außerdem führte Apple auch bei den iBooks Slot-In-Laufwerke ein. Optional war ab sofort auch integriertes Bluetooth verfügbar. Bis auf die Tastatur wurde am Design so gut wie nichts geändert.
Die iBooks gab es auch weiterhin in zwei verschiedenen Displaygrößen: 12″ und 14″. Das 12″-Modell hatte anfangs einen 800-MHz-PowerPC-G4-Prozessor von Motorola eingebaut, sowie 30 GB Festplatte, 256 MB RAM und ein ComboDrive. Für drahtloses Netzwerk war die AirPort-Extreme-Karte optional und konnte auch nachträglich selbst eingebaut werden. Es gab zwei 14″-Modelle: Einmal mit 933 MHz G4, 40 GB HD und ComboDrive sowie mit 1 GHz G4, 60 GB HD, ComboDrive und mit eingebauter AirPort-Extreme-Karte.
Apple brachte im Februar 2004 eine überholte Fassung der iBooks heraus. Weiterhin in drei Modellen hatten das kleine 14″-Modell sowie das 12″-Modell einen 1-GHz-G4-Prozessor; das große 14″-Modell hatte einen 1,2-GHz-Prozessor und eine eingebaute AirPort-Extreme-Karte. Alles andere blieb gleich, bis auf zwei Kleinigkeiten im Inneren, die Apple veränderte: Man erhöhte die Bus-Geschwindigkeit von 100 auf 133 MHz und baute nun einen fest verlöteten 256-MB-RAM-Baustein ein. Für die Speichererweiterung hat das iBook einen weiteren Speicherslot. Vorher war immer ein 128-MB-Speichermodul eingelötet und ein weiteres 128-MB-Modul in den Speicherslot gesteckt, sodass man beim Erhöhen des RAMs einen Baustein wegwerfen musste. Außerdem konnten so nun durch Erweitern des fest eingelöteten 256-MB-Speichermoduls um ein 1-GB-Steckmodul 1280 MB RAM maximal genutzt werden.
Ab Oktober 2004 wurde das iBook von Apple in folgenden drei Versionen ausgeliefert: Das 12″-Modell gab es mit einem 1,2-GHz-Prozessor, einem DVD/CD-RW-Laufwerk und einer 30-GB-Festplatte. Das teurere 14″-iBook war mit einem 1,33-GHz-Prozessor ausgestattet und hatte eine 60-GB-Festplatte. Das 14″-Spitzenmodell war ebenfalls einen 1,33-GHz-Prozessor ausgerüstet, hatte aber im Gegensatz zu den anderen iBooks ein SuperDrive-Laufwerk, das auch DVDs beschreiben kann. Alle iBooks wurden mit 256 MB RAM ausgerüstet, die auf bis zu 1,25 GB nachgerüstet werden konnten; eine AirPort-Extreme-Karte wurde nun bei allen Modellen standardmäßig eingebaut.
Im Juni 2005 wurde das iBook in einer überholten Variante ausgeliefert, am 26. Juli 2005 wurde sie im Apple Online-Store verfügbar gemacht. Der G4-Prozessor ist nun mit 1,33 GHz (12″) bzw. 1,42 GHz (14″) getaktet. Der eingebaute Speicher wurde auf 512 MB verdoppelt und in der Minimalkonfiguration eine 40-GB-Festplatte geliefert, optional waren 60 GB. Zudem wurden die Neuerungen aus dem PowerBook, wie etwa der Sudden Motion Sensor, Bluetooth 2.0 das neue Touchpad, eine neue Soundkarte sowie eine 32-MB-ATI-Radeon-9550-Grafikkarte mit Core-Image-Unterstützung eingebaut. Es ist die letzte Variante, die mit einem PowerPC-Prozessor bestückt ist.
Mit der Einführung des MacBooks 2006 wurde die iBook-Serie eingestellt. Die MacBooks wurden im Gegensatz zum iBook G4 mit i386-kompatiblen, ab November 2006 dann mit AMD64-kompatiblen Intel-Prozessoren ausgerüstet und sind nur noch mit 13″-TFT-Display erhältlich, und zwar sowohl in weiß als auch in schwarz.

## Grafik-Hardware
Eine Besonderheit der Grafikhardware ist bei den jüngeren iBooks (ab 700 MHz Takt) zu beachten: Obwohl die verwendeten Grafikprozessoren einen Zwei-Bildschirm-Betrieb ermöglichen, wurde diese Funktion von Apple, wahrscheinlich zur vermarktungstechnischen Abgrenzung gegenüber der PowerBook- bzw. MacBook-Pro-Serie, auf eine Spiegelung der Bildausgabe reduziert. Seit November 2002 existiert ein Patch (über das beim Starten ausgelesene NVRAM), der es ermöglicht, Auflösungen von bis zu 1920 px × 1440 px auf einem externen Monitor darzustellen. Mit entsprechenden Abstrichen seitens der Prozessorleistung kann das iBook dadurch auch für professionelle Grafikanwendungen genutzt werden.

## Qualitätsprobleme
Schon Ende November 2003 berichteten iBook-Nutzer von einem Bildschirmproblem an ihrem Notebook. Ab einem bestimmten Zeitpunkt dachten einige Benutzer sogar daran, eine Sammelklage gegen Apple zu erheben. Als Antwort auf das Problem initiierte Apple im Januar 2004 das iBook Logic Board Repair Extension Program, das die Reparaturkosten bei betroffenen iBooks für drei Jahre abdeckt, im Wesentlichen eine Garantieerweiterung für die betroffenen Produkte. Gemäß Anwenderberichten und Apple haben vor allem diejenigen Exemplare fehlerhafte Hauptplatinen (logic boards), welche zwischen April und Mai 2003 gefertigt wurden. Ein Austauschprogramm wie beim iBook wurde seitdem auch bei anderen, ähnlichen Apple-Hardwareproblemen angewandt, besonders bei Akkus der iBook-, PowerBook- und MacBook-Baureihen.
Auch noch im August 2006 waren Nutzer von fehlerhaften Hauptplatinen betroffen. Einige von ihnen berichteten, dass die Seriennummer ihrer iBooks nicht in dem von Apple genannten Bereich liegt. Andere waren nicht mehr von dem Austauschprogramm abgedeckt, weil der Zeitraum abgelaufen war. Einige Anwender hatten ihre Hauptplatinen (logic boards) mehrfach austauschen lassen, ohne dass der Fehler dauerhaft behoben werden konnte. Die staatliche dänische Verbraucherschutzagentur hatte im Mai 2007 bei G4 iBooks einen Produktdesignfehler nachgewiesen, der viele Notebooks nach einiger Zeit unbrauchbar macht und erwartete von Apple, dass Schadensersatzzahlungen an betroffene Kunden geleistet werden. Dieses wurde von Apple am 18. September 2007 akzeptiert.